# Hongkong-Grippe
Die als Hongkong-Grippe bezeichnete Infektionskrankheit brach im Juli 1968 in Hongkong aus, wobei unklar geblieben ist, ob die Viren der Hongkong-Grippe zuvor bereits in der Volksrepublik China umgelaufen waren. Die weltweite Ausbreitung der Viren verursachte die letzte große Influenza-Pandemie des 20. Jahrhunderts. Die geschätzte Zahl der Opfer weltweit zwischen 1968 und 1970 liegt bei einer bis vier Millionen.

## Pathogenese
Die Hongkong-Grippe wurde durch das Influenzavirus A/H3N2 in der Variante A/Hong Kong/1/1968 H3N2 verursacht.
Diese Virusvariante entstand aus einer Kombination von Geflügelpest auslösenden Viren und bereits unter Menschen zirkulierenden Influenzaviren. Dieser Vorgang wird als Reassortierung und das Ergebnis der genetischen Neukombination als Antigenshift bezeichnet.

## Beschreibung
Im Vergleich zur verwandten Asiatischen Grippe von 1957 verlief die Hongkong-Grippe milder, weil die Immunabwehr der meisten Menschen Antikörper gegen das Influenzavirus A/H2N2 enthielt, das 1957 die Asiatische Grippe ausgelöst hatte und dem Influenzavirus A/H3N2 ähnelte. Zum Stillstand kam die Ausbreitung der Hongkong-Grippe erst nach dem Erreichen eines Herdenschutzes.

## Verlauf in Deutschland
Die Bundesrepublik Deutschland erlebte im Winterhalbjahr 1969/70 den schwersten Ausbruch der Hongkong-Grippe – eine Epidemie. Genaue Fallzahlen sind damals im Gewirr der föderalen Zuständigkeiten nicht erhoben worden, allerdings wurde im Nachhinein eine Übersterblichkeit von rund 40.000 Toten für die Bundesrepublik zwischen September 1968 und April 1970 sowie von 12.500 Toten in der DDR im gesamten Jahr 1969 festgestellt.
Dem Medizinhistoriker Wilfried Witte zufolge waren die Kliniken im Dezember und Januar 1969/70 vielerorts überfüllt, so dass Patienten auch auf den Fluren der Krankenhäuser lagen. Auch seien Grippe-Patienten – wie damals üblich – vor allem auf den Stationen für Innere Medizin und nicht für Intensivmedizin behandelt worden; denn im Vergleich mit der Situation in den 2020er-Jahren (COVID-19-Pandemie) befand sich die Intensivmedizin noch in ihrem Anfangsstadium. Obwohl es damals noch keine breite Überzeugung unter den Experten über die Sinnhaftigkeit einer Grippe-Impfung gab, wurden bis Anfang 1969 2,5 Millionen Bundesbürger gegen „A2-Hongkong 68“ geimpft. Zumeist seien vor allem die Symptome behandelt worden: das Fieber der Kranken u. a. mit Amantadin, opportunistische Erreger mit Antibiotika und schwere Verläufe auch mit Sauerstoff.
In der DDR beauftragte Gesundheitsminister Max Sefrin im Herbst 1968 die Bereitstellung eines wirkungsvollen Impfstoffs für 600.000 Menschen. Dieser stand schließlich für die 2. Welle im Jahr 1970 zur Verfügung. Allein im IV. Quartal 1970 wurden nach Angaben des Ministeriums für Gesundheitswesen 889.832 Impfungen bei Erwachsenen und 1.032.145 Impfungen bei Kindern durchgeführt.